# وایت ماونتین
وایت ماونتین (انگلیسی: White Mountains) شرکت بیمه آمریکایی است، که در سال ۱۹۹۹ تأسیس شد.